# Gabisile Hlumbane
Gabisile Hlumbane (KwaThema, 20 de dezembro de 1986) é uma futebolista profissional sul-africana que atua como meia.

## Carreira
Gabisile Hlumbane fez parte do elenco da Seleção Sul-Africana de Futebol Feminino, nas Olimpíadas de 2012. 